# Nadur Tower

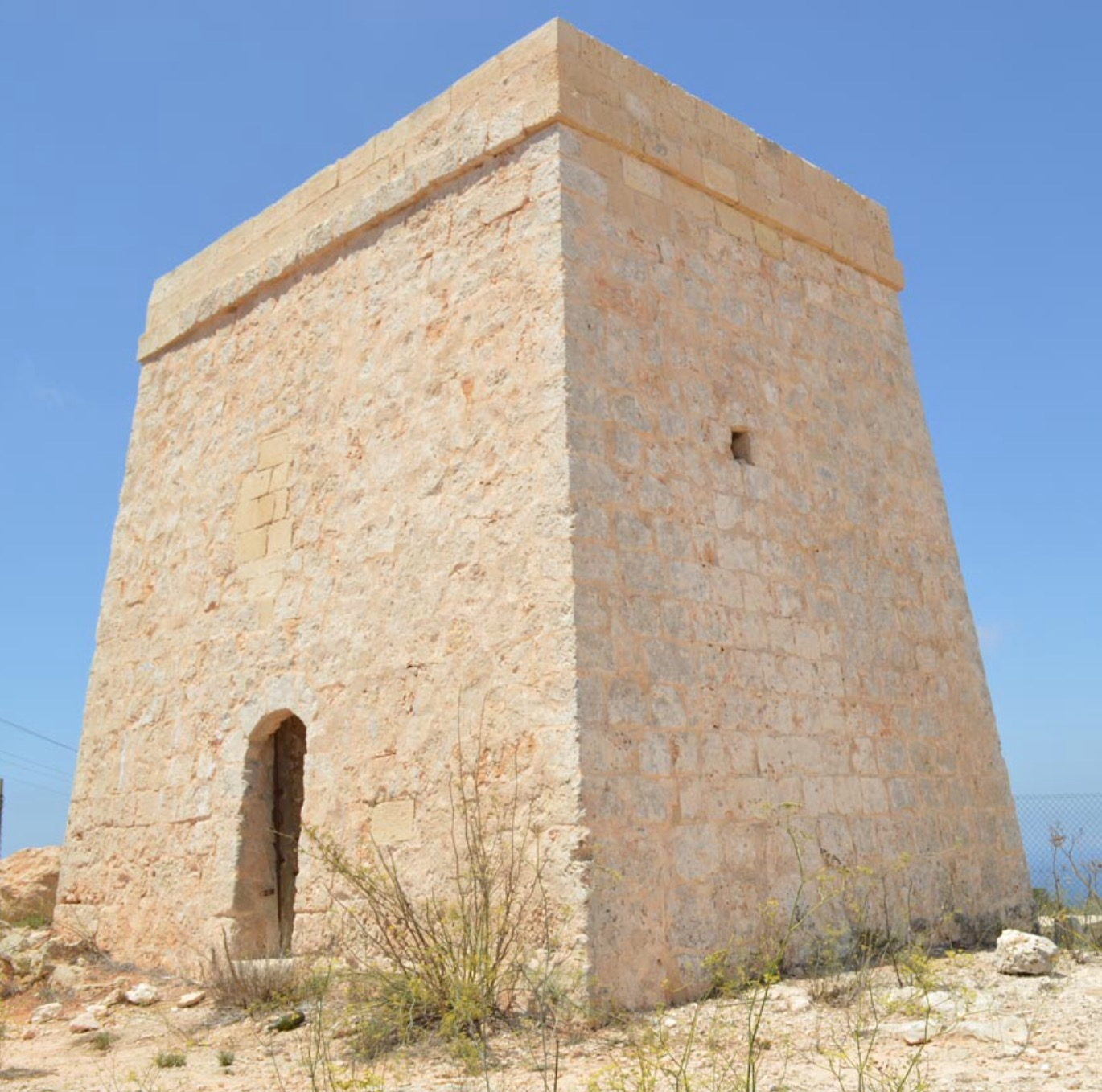
Der Nadur Tower von außen

Der Nadur Tower (maltesisch Torri tan-Nadur) ist ein ehemaliger Wachturm im Nordwesten der maltesischen Hauptinsel Malta. Er befindet sich auf dem Gebiet der Gemeinde Rabat nahe der Victoria Lines am Binġemma Gap. Der Turm steht als Grade-1-Bauwerk unter Denkmalschutz und ist im National Inventory of Cultural Property of the Maltese Islands unter der Nummer 60 aufgeführt.

## Geschichte
Der Nadur Tower wurde 1637 als einer der Lascaris Towers erbaut. Als einziger dieser Wachttürme steht er im Inland, auf einer Höhe von 220 m über dem Meeresspiegel. Dieser Turm diente als Relaisstation für die an der Küste verteilten Türme, um bei einer Annäherung feindlicher Schiffe Meldungen der nahegelegenen Türme – etwa des Lippija Tower oder des Għajn Tuffieħa Tower – durch Kanonenschüsse oder das Entzünden eines Feuers an die Festung in Mdina weiterzuleiten. Der Grund für den Bau kleinerer Türme, als es die Wignacourt Towers waren, lag in den nachlassenden Möglichkeiten des Johanniterordens, Truppen an allen denkbaren Landungsplätzen des maltesischen Archipels zu stationieren.

## Beschreibung
Der Turm erhebt sich auf einer quadratischen Grundfläche von 6 m × 6 m und zeigt abgeschrägte Wände. Im Unterschied zu den anderen Türmen aus der Zeit des Großmeisters Jean de Lascaris-Castellar ist er nur einstöckig und erreicht daher nicht die bei den übrigen Lascaris-Türmen übliche Höhe von 11 m. Das Innere besteht aus einem einzigen Raum, von dem aus eine steile Treppe auf das flache Dach führt.